# Al Mansuriyah (huyện)
Huyện Al Mansuriyah là một huyện thuộc tỉnh Al Hudaydah, Yemen. Đến thời điểm năm 2003, huyện này có dân số 44744 người